# Östasien

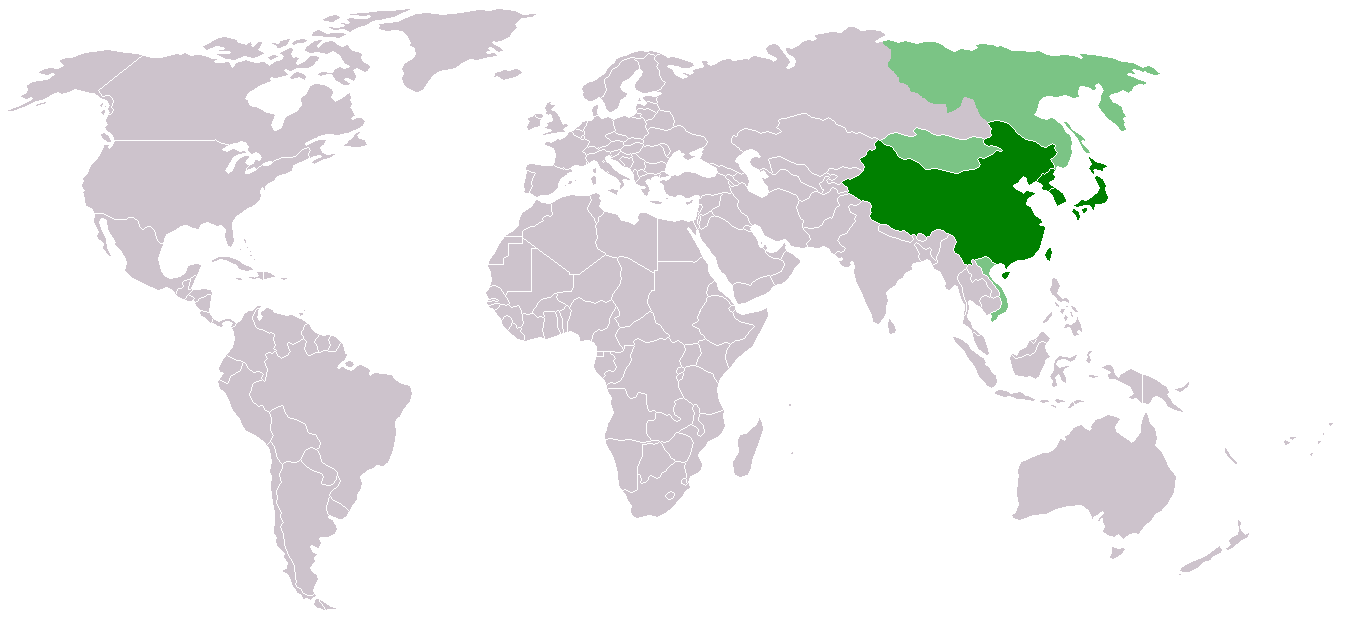
Östasien

Östasien eller Ostasien, de östra delarna av Asien, brukar anses bestå av åtminstone staterna Kina, Japan, Sydkorea och Nordkorea. I FN:s definition räknas också Mongoliet och Taiwan in.
I en mer kulturell betydelse räknar man ofta de delar av östra Asien som historiskt stått under störst inflytande från Kina till Östasien. Så används till exempel varianter av de kinesiska tecken i Japan,  Sydkorea och Taiwan (samt i Vietnam fram till kolonisationen och i kungariket Ryukyu även före införlivandet i Japan). Kinesisk litteratur ingick också i klassisk bildning i hela regionen. Med en sådan definition kan man hävda att västra Kina (Tibet och Xinjiang) snarare ska räknas till Centralasien.
En geografisk definition skulle kunna räkna in östra Sibirien och Ryska Fjärran Östern i Östasien.